# Đoàn Hiếu Chân
Đoàn Hiếu Chân  (?-?), người xã Ôn Xá huyện Tế Giang tỉnh Bắc Ninh (nay thuộc huyện Văn Giang tỉnh Hưng Yên.
Ông đỗ Đệ tam giáp đồng tiến sĩ xuất thân, khoa Kỷ Sửu niên hiệu Quang Thuận thứ 10 năm (1469) đời vua Lê Thánh Tông. Ông làm quan đến chức Thượng thư kiêm Đông các Đại học sĩ .